# Vanessa Zilligen
Vanessa Zilligen (* 7. Mai 2001) ist eine deutsche Fußballspielerin.

## Karriere

### Vereine
Zilligen spielte von 2015 bis 2017 für die U17-Juniorinnen des SC 13 Bad Neuenahr in der Bundesliga West/Südwest und nahm in dieser Zeit mit den Auswahlmannschaften des Fußballverbands Rheinland am U14-, U16- und U18-Länderpokal teil. Im Sommer 2017 folgte der Wechsel zum 1. FC Köln, wo sie zunächst ebenfalls für die B-Juniorinnen aktiv war. Ihr Debüt in der Bundesliga gab sie am 19. November 2017 (9. Spieltag) bei der 0:8-Niederlage im Heimspiel gegen den 1. FFC Turbine Potsdam, als sie in der 78. Minute für Meike Meßmer eingewechselt wurde.

### Nationalmannschaft
Zilligen gab am 28. Oktober 2015 beim 5:1-Erfolg der U15-Nationalmannschaft gegen Schottland ihr Debüt im Nationaltrikot. Nach sieben Einsätzen für die U16-Nationalmannschaft gehörte sie seit Mitte 2017 zum Kader der U17-Nationalmannschaft, für die sie unter anderem im Rahmen der Qualifikation zur Europameisterschaft 2018 zum Einsatz kam.